# Dos-responssamband
Dos-responssamband beskriver hur kroppen svarar på en viss koncentration av till exempel ett läkemedel. Detta brukar illustreras med en dos-responskurva som ofta kan beskrivas teoretiskt med en sigmoid funktion då koncentrationen logaritmeras. Dessa samband är viktiga för att kunna mäta hur potenta olika substanser är. Inom ämnena farmakologi och toxikologi pratar man om två olika typer av dos-responskurvor: 1. Graderad dos-responskurva 2. Kvantal dos-responskurva